# Премія Неммерса з математики
Пре́мія Фредері́ка Ессера Не́ммерса з матема́тики (англ. Frederic Esser Nemmers Prize in Mathematics) — одна з найбільших у США наукових премій за досягнення в галузі математики.
Премію було засновано за заповітом братів Фредеріка і Ервіна Неммерсів, які залишили у пожертву 14 мільйонів доларів США Північно-Західному університету на створення чотирьох професорських посад у Келлогській школі менеджменту при університеті, і на виплату премій з математики й економіки, що у перспективі могли стати такими ж престижними, як і Нобелівська премія. Математична нагорода отримала ім'я одного з братів Неммерсів — Фредеріка, тоді як економічна була названа на честь другого брата і отримала назву Премія Ервіна Плейна Неммерса з економіки (англ. Erwin Plein Nemmers Prize in Economics).
Нагорода вручається з 1994 року раз на два роки.
З 2012 року розмір винагороди становить 200 тисяч доларів США. Лауреат премії має провести декілька тижнів у резиденції в Північно-Західному університеті.

## Список лауреатів
До списку лауреатів потрапили:
- 1994 — Юрій Манін
- 1996 — Джозеф Келлер[en]
- 1998 — Джон Конвей
- 2000 — Едвард Віттен
- 2002 — Яків Синай
- 2004 — Михайло Громов
- 2006 — Роберт Ленглендс
- 2008 — Саймон Дональдсон
- 2010 — Теренс Тао
- 2012 — Інгрід Добеші
- 2014 — Майкл Гопкінс[en][3]
- 2016 — Янош Коллар[4]
- 2018 — Ассаф Наор[en][5]
- 2020 — Наліні Анантараман[en][6]
- 2022 — Бгархав Бхатт[7]